# 고려파
고려파(영어: Corea Church) 또는 고신파의 출발은 한국교회사의 매우 중요한 역사적 위치를 차지하고 있다. 1893년 3월 1일 장로회선교사공의회가 조직되어 평양에 조선예수교장로회신학교가 1901년 5월 15일 개교하고 1907년 9월 17일 조직된 조선예수교장로회 독노회 시대를 거쳐 1912년에 조선예수교장로회 총회가 결성되었다. 그러나 1932년부터 시작된 일제의 신사참배 강요는 한국교회를 시험대에 올려 놓았다. 
계속된 신사참배 강요로 조선예수교장로회신학교(일명 '평양신학교')가 1938년에 폐쇄되자 조선예수교장로회 총회는 1938년 제27차 총회에서 자진하여 신사참배(우상숭배)를 가결하고 시행함으로써 배교를 선언했다.
동년 10월 24일 한상동 목사가 부산 초량교회(草梁敎會)에서 총독부는“정의 및 신의에 위반한 우상인 신사참배를 강요하니 오등은 굴하지 말고 이것에 절대로 참배해서는 못쓴다.”라는 설교를 했다. 이것이 훗날 한국교회의 역사적 신앙고백에 기초한 고려파의 시초가 된 것이다. 

## 내용
"고려파”란 말은 자칭된 용어가 아니라 1945년 해방이후 배교한 한국교회의 재건 과정에서 발생한 타칭된 용어이다. 1945년 광복과 함께 출옥한 한상동, 이기선 목사 등은 평양 산정현교회에서 한국교회의 교회재건운동을 본격적으로 전개했다. 그러나 기존의 친일파 목사와 동조 세력들은 배교와 배도의 과거 죄상을 공적으로 참회하기보다는 1943년 스스로 해체한 배교 총회의 조직과 기구를 복구하는데만 열을 올렸다.
이와는 달리, 순교를 각오하고 신사참배를 거부한 고려파를 비롯한 재건파,혁신복구파,순장파,다수파 등은 한국교회의 배교와 배도를 공적으로 참회하고 공적선언을 통하여 한국교회를 바르게 재건하고자 했다. 이 과정에서 북쪽 공산당 정권의 방해로 1946년 부산으로 남하한 한상동 목사는 주남선, 박윤선 목사와 함께 1946년 6월부터 진해에서 신학강좌와 교회재건운동을 전개했다.
이 과정에서 해방이전부터 남아있던 채필근의 평양신학교(일명 채필근신학교)는 일제의 정책에 동조하여 제국주의 전쟁신학을 선전하고 보급할 목적으로 세워진 친일 신학교였다.
이 같은 상황에서 한상동 목사 등은 1938년에 폐교된 조선예수교장로회신학교(일명 평양신학교)의 전통과 정신을 계승할 성경적인 바른 신학교육 기관이 필요하다는 것을 재삼 확인하고 '고려신학교'를 설립했다. 그러나 1946년 일제치하 일본기독교 조선교단 경남교구장을 맡고 있던 친일파 목사인 김길창이 친일파 목사, 장로 세력의 지원으로 경남노회장으로 선출되자, 기존 노회의 고려신학교 학생 추천을 취소하기로 가결하는 불법적인 사건을 발생시켰다. 이 일로 김길창과 친일파 세력이 주도하는 경남노회의 불법을 총회에 상소했으나,계속해서 개선되지 않자, 새로이 경남노회 (법통)가 결성되게 이르렀다. 하지만 총회는 새로이 구성된 경남노회를 오히려 불법적으로 축출하여,제거했다. 
이 과정에 축출된 경남노회는 2년 동안 분열을 피하고자 노력했지만, 끝내 무산되고 고려파 지지자들은 총회로부터 일방적으로 분리를 당하자, 불가피하게 경남노회를 중심으로 대한예수교장로회 고려파가 1952년 9월에 조직하게 된다. 
하지만 고려파는 1959년 '연동측' 현재 대한예수교장로회(통합)과 분열한 '승동측' 현재 대한예수교장로회(합동)과 신앙노선이 일치하여 대등한 조건으로 합동하기로 결정하여 '대한예수교장로회 합동'을 출범시켰다. 그러나 합동 3년 만에 고려파는 원래의 고려파로 환원했다. 이유는 총회가 고려신학교를 폐쇄하기로 결정했기 때문이다.
1963년 합동 총회는 서로 분리되어 승동측은 '대한예수교장로회 합동'으로 고려파는 '대한예수교장로회 고려'로 환원하게 되었지만 고려파는 1974년 제24회 총회의 "신자간의 불신법정 고소가 가하다"는 결의로 인하여 반고소 고려측 총회(대한예수교장로회(고려))가 태동하게 되었다. 이는 이미 1958년 9월 제7회 총회에서 마산문창교회당 분쟁사건을 불신법정에 송사한 것을 고소 취하하지 않자, 이병규 목사를 중심으로 경기노회 (대한예수교장로회 계신)가 이탈한 역사적 배경과 원인이 상존해 왔었다. 
이후에도 1990년 제21회 고신 서울노회와 고신 제41회,제42회 총회가 불법으로 이혼한 목사의 소송사건을 정치성을 앞세워 총회재판부가 아닌 행정부로 보내어 묵살하자, 서울노회 다수의 목사와 교단내 여러 교회가 이탈하여 고려개혁측(대한예수교장로회(고려개혁)) 총회가 또 다시 태동하게 되었다.
그리고 2013년 12월 고려 총회 소속 고려신학교 교장 석원태 목사에 대한 신상문제로 인하여 다음해 1월 20일 임시노회 및 비상총회를 거쳐 총회장 서상일 목사를 중심으로 서울 남노회, 호남노회, 영남노회. 중부노회로 이루어진 대한예수교장로회(개혁고려)총회가 새롭게 태동하게 되었다. 그 후에 정통성을 계승을 이유로 대한예수교장로회(고려)로 환원 하였다.
한편 본래의 예장고려측은 2015년 9월 15일 총회에서 대한예수교장로회(고신)과 통합을 결의하였다.

## 고려파 교단
현재 고려파의 전통과 순교정신을 계승하는 장로교 고려파 교단은 고려파의 본류인 대한예수교장로회(고신) 총회와 반고소파인 대한예수교장로회(계신) 총회와 대한예수교장로회(고려개혁) 총회 그리고 대한예수교장로회(고려) 총회가 있다.

## 참고 문헌
- 하승무 교수, '한국장로교회사' 특강, 한국장로회신학교, 2012

## 장로교
- 고신
- 고려
- 고려개혁
- 순장
- 합동